# Павлов, Вячеслав Иванович
Вячеслав Иванович Павлов (6 октября 1934 года, Москва, РСФСР, СССР — 3 апреля 2014 года, Москва, Россия) — советский и российский художник, член-корреспондент Российской академии художеств (2011).

## Биография
Родился 6 октября 1934 года в Москве.
В 1952 году — окончил художественную студию при Историческом музее у В. Е. Пестель, известного художника, педагога, члена объединения «Маковец».
В 1959 году — окончил Московское высшее художественно-промышленное училище, отделение монументальной живописи, одновременно, с 1951 года, работал в студии имени И. И. Нивинского под руководством Е. С. Тейса.
С 1963 года — член Союза художников СССР.
В 2011 году — избран членом-корреспондентом Российской академии художеств от Отделения графики.
Вячеслав Иванович Павлов умер 3 апреля 2014 года в Москве, похоронен на Котляковском кладбище.
Жена — советский и российский художник декоративного искусства, академик РАХ (2011) Алла Алексеевна Шмакова (род. 1944).

## Творческая деятельность
Работал в станковой графике — офорте, литографии, рисунке.
Среди произведений: серии «Океанские видения Кусто», «Самарканд», «Одиссея», «Сталинград», «Моисей и Египетские боги», «Наполеон», «Фрески вольного воздуха» и др.
Участник выставок с 1960 года.
Произведения представлены в собраниях Государственной Третьяковской галереи, Государственного Русского музея, Государственного Музея Изобразительных искусств им. А. С. Пушкина, музея Новый Иерусалим, Ярославского художественного музея и других российских и зарубежных музеев.

## Награды
- Заслуженный художник Российской Федерации (2000)[1]
- Лауреат премии мэрии Москвы в области изобразительного искусства
- Серебряная медаль РАХ